# 宋大霈
宋大霈（？—？）籍贯不详，中华民国军事将领。

## 生平
1924年6月23日，宋大霈获授将军府佑威将军。
民国15年（1926年）6月18日，吴佩孚因为湖南的战况不利，乃派宋大霈（中路）、王都庆（右翼）、唐福山（左翼赣军）、董政国（预备）为援湘四路司令。 
民国15年（1926年）7月，吴佩孚手下的湖北陈嘉谟部驻汨罗江北一线，该部含宋大霈的湖北暂编陆军第一师3个旅、董政国部3个旅、王都庆第七师、陆沄第五十混成旅，以及李济臣等部。宋大霈时任湘鄂边防军第五路总司令兼湖北暂编陆军第一师师长，和第十七混成旅旅长余荫森所部以及部分湘军共同在汨罗江北岸的长乐街、浯口市、张家碑等地防守。
8月18日，北伐的国民革命军各部进入位置。8月19日，国民革命军第四军、第七军对汨罗江防线发起进攻。宋大霈、董政国等北军战败。8月22日，国民革命军中央军左纵队第八军何键师攻克岳州，叶开鑫、宋大霈等分别退往华容城陵矶。同日，国民革命军中央军右纵队第四军陈铭枢师攻克通城。宋大霈、董政国等乃收集残部赴汀泗橋死守。湖北军务督理兼第二十五师师长陈嘉谟也率所部万余人从武昌来到汀泗橋增援。
8月25日至28日，在汀泗橋戰鬥中，宋大霈师、董政国师、余荫森旅、孙建业旅等北军被国民革命军第四军副军长陈可钰、师长陈铭枢、张发奎所部战败，北军随即撤至贺胜桥，同吴佩孚率领的其他部队共同防守。8月29日至31日，在賀勝橋戰鬥中，北军失败。在第七军第一路夏威所部的进击中，宋大霈、孙建业失败，宋大霈部几乎全部缴械投降，夏威遂于9月5日进占鄂城。
1926年9月，国民革命军围攻武昌城时，以董必武为主席的特种委员会派梁钟汉等人成功策反了防守武昌的北军宋大霈师。国民革命军总司令部政治部主任邓演达指定宋大霈师为担任内应的攻城别动队，梁钟汉任攻城别动队总指挥兼攻城第一师师长，负责调遣宋大霈部，主攻文昌门。